# ダニエル・パルカ
ダニエル・ベネット・パルカ（Daniel Bennett Palka, 1991年10月28日 - ）は、アメリカ合衆国サウスカロライナ州グリーンビル郡グリーンビル出身のプロ野球選手（外野手）。左投左打。リーガ・メヒカーナ・デ・ベイスボル（メキシカンリーグ）のラグナ・ユニオン・コットンファーマーズ所属。

## 経歴

### プロ入り前
2010年のMLBドラフト19巡目（全体591位）でフィラデルフィア・フィリーズから指名されたが、入団せずにジョージア工科大学へ進学した。

### プロ入りとダイヤモンドバックス傘下時代
2013年のMLBドラフト3巡目（全体88位）でアリゾナ・ダイヤモンドバックスから指名され、プロ入り。契約後、傘下のパイオニアリーグのルーキー級ミズーラ・オスプレイでプロデビュー。A-級ヒルズボロ・ホップスでもプレーし、2球団合計で68試合に出場して打率.310、9本塁打、48打点、3盗塁を記録した。
2014年はA級サウスベンド・シルバーホークスでプレーし、97試合に出場して打率.248、22本塁打、82打点、9盗塁を記録した。
2015年はA+級バイセイリア・ローハイドでプレーし、129試合に出場して打率.280、29本塁打、90打点、24盗塁を記録した。オフにはアリゾナ・フォールリーグに参加し、ソルトリバー・ラフターズに所属した。

### ツインズ傘下時代
2015年11月10日にクリス・ハーマンとのトレードで、ミネソタ・ツインズへ移籍した。
2016年は傘下のAA級チャタヌーガ・ルックアウツとAAA級ロチェスター・レッドウイングスでプレーし、2球団合計で133試合に出場して打率.254、34本塁打、90打点、9盗塁を記録した。オフの11月18日にルール・ファイブ・ドラフトでの流出を防ぐために40人枠入りした。
2017年はルーキー級ガルフ・コーストリーグ・ツインズとAAA級ロチェスターでプレーし、2球団合計で90試合に出場して打率.274、12本塁打、44打点、2盗塁を記録した。

### ホワイトソックス時代
2017年11月3日にウェイバー公示を経てシカゴ・ホワイトソックスへ移籍した。
2018年は開幕を傘下のAAA級シャーロット・ナイツで迎え、4月24日にメジャー初昇格を果たした。翌25日のシアトル・マリナーズ戦にて「6番・指名打者」で先発出場してメジャーデビュー（この試合は4打数無安打1打点）。以降はメジャーに定着して9月2日には20本塁打に到達。最終的には27本塁打を放ったが、三振率34.1%（153三振）と確実性に課題が残った。
2019年は前年以上の活躍が期待されたが大苦戦し、AAA級シャーロットでは106試合に出場して27本塁打を放ったものの、メジャーでは30試合に出場して打率.107、2本塁打、三振率37.6%という惨憺たる結果に終わった。11月21日にヤズマニ・グランダルの加入に伴ってDFAとなり、25日にマイナー契約でAAA級シャーロットへ配属された。

### サムスン・ライオンズ時代
2020年7月29日、韓国・KBOリーグのサムスン・ライオンズと契約。ここでは51試合に出場して打率.209、8本塁打、23打点という結果に終わり、シーズン終了後に2021年保留選手名簿から外され自由契約選手となった。

### ナショナルズ傘下時代
2021年4月6日にワシントン・ナショナルズとマイナー契約を結んだ。AAA級ロチェスター・レッドウィングスでは106試合に出場し、打率.256、18本塁打、58打点を記録したが、メジャー昇格の機会はなかった。シーズン終了後にFAとなった。

### メッツ傘下時代
2021年12月13日にニューヨーク・メッツとマイナー契約を結んだ。2022年はAAA級シラキュース・メッツで109試合に出場し、打率.263、26本塁打、79打点と、マイナーでは長距離砲として結果を残した。オフの11月10日にFAとなった。

### レッドソックス傘下時代
2023年2月24日にボストン・レッドソックスとマイナー契約を結んだ。AAA級ウースター・レッドソックスで79試合に出場して打率.233、12本塁打、48打点という成績に終わり、7月30日に自由契約となった。

### メッツ傘下時代（2期目）
2023年8月26日にニューヨーク・メッツと再びマイナー契約を結んだ。AAAシラキュース・メッツでは23試合に出場したが、打率.250、5本塁打、12打点という成績に終わった。オフの11月6日にFAとなった。

### メキシカンリーグ時代
2024年1月9日にリーガ・メヒカーナ・デ・ベイスボル（メキシカンリーグ）のオアハカ・ウォーリアーズと契約したが、開幕前に退団した。5月17日に同リーグのラグナ・ユニオン・コットンファーマーズと契約。41試合に出場して打率.298、10本塁打、35打点を記録した。

## 詳細情報

### 年度別打撃成績
| 年 度    | 球 団    | 試 合 | 打 席 | 打 数 | 得 点 | 安 打 | 二 塁 打 | 三 塁 打 | 本 塁 打 | 塁 打 | 打 点 | 盗 塁 | 盗 塁 死 | 犠 打 | 犠 飛 | 四 球 | 敬 遠 | 死 球 | 三 振 | 併 殺 打 | 打 率 | 出 塁 率 | 長 打 率 | O P S |
| -------- | -------- | ----- | ----- | ----- | ----- | ----- | -------- | -------- | -------- | ----- | ----- | ----- | -------- | ----- | ----- | ----- | ----- | ----- | ----- | -------- | ----- | -------- | -------- | ----- |
| 2018     | CWS      | 124   | 449   | 417   | 56    | 100   | 15       | 3        | 27       | 202   | 67    | 2     | 1        | 0     | 0     | 30    | 3     | 2     | 153   | 7        | .240  | .294     | .484     | .778  |
| 2019     | CWS      | 30    | 93    | 84    | 4     | 9     | 0        | 0        | 2        | 15    | 4     | 0     | 1        | 0     | 0     | 8     | 0     | 1     | 35    | 3        | .107  | .194     | .179     | .372  |
| 2020     | サムスン | 51    | 217   | 196   | 17    | 41    | 7        | 0        | 8        | 72    | 23    | 2     | 0        | 0     | 3     | 18    | 0     | 0     | 58    | 5        | .209  | .272     | .367     | .639  |
| MLB：2年 | MLB：2年 | 154   | 542   | 501   | 60    | 109   | 15       | 3        | 29       | 217   | 71    | 2     | 2        | 0     | 0     | 38    | 3     | 3     | 188   | 10       | .218  | .277     | .433     | .710  |
| KBO：1年 | KBO：1年 | 51    | 217   | 196   | 17    | 41    | 7        | 0        | 8        | 72    | 23    | 2     | 0        | 0     | 3     | 18    | 0     | 0     | 58    | 5        | .209  | .272     | .367     | .639  |

- 2020年度シーズン終了時

### 年度別守備成績
| 年 度 | 球 団    | 一塁（1B） | 一塁（1B） | 一塁（1B） | 一塁（1B） | 一塁（1B） | 一塁（1B） | 左翼（LF） | 左翼（LF） | 左翼（LF） | 左翼（LF） | 左翼（LF） | 左翼（LF） | 右翼（RF） | 右翼（RF） | 右翼（RF） | 右翼（RF） | 右翼（RF） | 右翼（RF） |
| 年 度 | 球 団    | 試 合      | 刺 殺      | 補 殺      | 失 策      | 併 殺      | 守 備 率   | 試 合      | 刺 殺      | 補 殺      | 失 策      | 併 殺      | 守 備 率   | 試 合      | 刺 殺      | 補 殺      | 失 策      | 併 殺      | 守 備 率   |
| ----- | -------- | ---------- | ---------- | ---------- | ---------- | ---------- | ---------- | ---------- | ---------- | ---------- | ---------- | ---------- | ---------- | ---------- | ---------- | ---------- | ---------- | ---------- | ---------- |
| 2018  | CWS      | -          | -          | -          | -          | -          | -          | 26         | 34         | 1          | 0          | 0          | 1.000      | 43         | 58         | 2          | 0          | 1          | 1.000      |
| 2019  | CWS      | 1          | 4          | 0          | 0          | 0          | 1.000      | -          | -          | -          | -          | -          | -          | 23         | 26         | 2          | 0          | 0          | 1.000      |
| 2020  | サムソン | 11         | 65         | 9          | 2          | 6          | .974       | 8          | 9          | 9          | 0          | 0          | 1.000      | 6          | 6          | 0          | 0          | 1          | 1.000      |
| MLB   | MLB      | 1          | 4          | 0          | 0          | 0          | 1.000      | 26         | 34         | 1          | 0          | 0          | 1.000      | 66         | 84         | 4          | 0          | 1          | 1.000      |
| KBO   | KBO      | 11         | 65         | 9          | 2          | 6          | .974       | 8          | 9          | 9          | 0          | 0          | 1.000      | 6          | 6          | 0          | 0          | 1          | 1.000      |

- 2020年度シーズン終了時

### 背番号
- 18（2018年 - 2019年）
- 69（2020年）